# Théoger de Metz
Théoger de Metz (ou Théotger ou Dietger), né vers 1050, mort en 1120, a été évêque de Metz.
Entre 1069 et 1091, il fréquente l’abbaye de Hirsau, dirigée par Wilhelm. En 1088, il est abbé de l'abbaye Saint-Georges à Willingen.
En 1117, il est nommé évêque de Metz en remplacement de l'évêque schismatique Adalbéron IV, démis lors du synode de Reims de 1115. Les bourgeois messins lui refusant l'entrée dans la ville, il ne pourra pas prendre possession de son siège.
Il est mort à l'abbaye de Cluny en 1120.
Très versé dans la musique, il a écrit un ouvrage consacré à cet art.